# اولگ منشیکف
اولِگ اِوگِنیِویچ مِنشیکُف (روسی: Оле́г Евге́ньевич Ме́ньшиков؛ زادهٔ ۸ نوامبر ۱۹۶۰) هنرپیشه اهل کشور روسیه است.
از فیلم‌هایی که وی در آن نقش داشته‌است، می‌توان به آفتاب‌سوخته و آرایشگر سیبری اشاره کرد.

## جوایز
وی برندهٔ جوایزی همچون هنرمند مردمی روسیه شده است.